# Cantone di Mazamet-2 Vallée du Thoré
Il Cantone di Mazamet-2 Vallée du Thoré è una divisione amministrativa dell'Arrondissement di Castres.
È stato istituito a seguito della riforma dei cantoni del 2014, che è entrata in vigore con le elezioni dipartimentali del 2015.

## Composizione
Comprende parte della città di Mazamet e i comuni di:
- Albine
- Bout-du-Pont-de-Larn
- Labastide-Rouairoux
- Lacabarède
- Pont-de-Larn
- Le Rialet
- Rouairoux
- Saint-Amans-Soult
- Saint-Amans-Valtoret
- Sauveterre
- Le Vintrou